# Denis Auguste Duchêne
 (juin 2012).
Si vous disposez d'ouvrages ou d'articles de référence ou si vous connaissez des sites web de qualité traitant du thème abordé ici, merci de compléter l'article en donnant les références utiles à sa vérifiabilité et en les liant à la section « Notes et références ».
Pour les articles homonymes, voir Duchêne.
Denis Auguste Duchêne, né le 23 septembre 1862 à Juzennecourt (Haute-Marne), mort le 9 juin 1950 à Bihorel (Seine-Inférieure), est un général français de la Première Guerre mondiale.

## Biographie

### Avant 1914
Denis Auguste Duchêne entre à l’École spéciale militaire de Saint-Cyr le 28 octobre 1881. À partir de sa sortie de l’école, en 1883, le sous-lieutenant Duchêne a vécu la carrière classique d’un officier d’infanterie de l’époque, alternant les séjours outre-mer et les périodes en corps de troupe dans des garnisons métropolitaines. En 1886 et 1887 notamment, il participe à la campagne du Tonkin comme lieutenant au 4e régiment de tirailleurs tonkinois. Promu capitaine le 11 octobre 1892, il entre à l’École supérieure de guerre, dont il sort breveté.
Il est nommé chef de bataillon le 16 mars 1901 puis lieutenant-colonel le 25 décembre 1908. Depuis sa sortie de l’École de Guerre, il occupe divers emplois au sein de corps de troupe (au 32e R.I. en 1898 puis au 147e R.I. en mars 1901) ainsi que dans les états-majors (4e D.I. en 1895, 9e C.A. en 1896, 14e D.I. le 10 février 1904, 20e C.A. en décembre 1908).
En 1912, comme colonel, il commande le 69e Régiment d'Infanterie. À partir du 23 mars 1914, il occupe le poste de chef d’état-major du 20e Corps d'Armée. À cette époque, une telle promotion constitue l’assurance d’un avancement régulier et la garantie d’une certaine compétence. Le 20e Corps en effet était considéré comme l’élite de l’armée française.[réf. nécessaire] Chargé de garder la frontière de Lorraine, il est alors commandé par le général Foch.

### Première Guerre mondiale
Après la bataille des Frontières, la défaite de Morhange et le repli sur Nancy, le colonel Duchêne est à la défense du Grand-Couronné, en septembre 1914.
A cause de son caractère exécrable, il cause des tensions et malentendus entre son supérieur le général Foch et le général Castelnau.
"Vous direz au général Anthoine que je n ai d observations à recevoir de personne, de lui de moins qui ce soit "
Très sceptique de la qualité aéronautique lors de la bataille des frontières, il menace de traduire en conseil de guerre le capitaine pilote Armengaud qui est venu apporter les nouvelles de déplacements des troupes allemandes. Selon lui, les pilotes sont des farceurs.
Malgré tout, il s’y distingue et reçoit peu après la rosette d’officier de la Légion d'honneur et est nommé général de brigade un mois plus tard, le 27 octobre. Il devient alors chef d’état-major de la 2e armée.

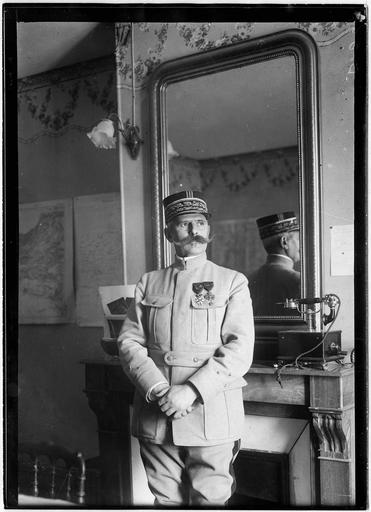
Le général Duchêne photographié à La Neuville-au-Pont en juillet 1915.

Du 16 novembre 1914 au 8 mars 1915, il commande la 42e Division d'Infanterie d'abord dans les Flandres, puis en Argonne. À partir de cette époque, son avancement se fait encore plus rapide. Le 9 mars 1915, il reçoit le commandement du 32e corps d'armée ; le 12 mars 1915, il est fait général de division à titre temporaire. Il le devient à titre définitif le 28 septembre 1915. En 1916 il prend la tête du 2e corps d'armée, qu’il conduit dans la bataille de la Somme, en octobre. Le 27 décembre 1916, il gravit un échelon supplémentaire en devenant le chef de la 10e armée et est promu commandeur de la Légion d'honneur dans la foulée. 1916 est aussi l'année du décès de son fils Jean, capitaine de mitrailleurs au 411e régiment d'infanterie, qui trouve la mort le 28 juin à la Cote 304.
Le 11 décembre 1917, revenant du front d'Italie, il prend la tête de la 6e armée. Celle-ci a alors la garde du Chemin des Dames. Au-delà de son aspect tactique cette mission a valeur de symbole, en effet les offensives d'avril à octobre 1917 sur cette ligne de crête, entre l’Aisne et l’Ailette, de Soissons à Reims, avaient provoqué côté français plus de 200 000 morts, peut-être deux fois plus de blessés, ainsi que des mutineries. Lors des premières offensives de Ludendorff (mars et avril 1918), l’armée de Duchêne reste en marge de la bataille. Son secteur est considéré comme calme et hors de danger. On y affecte donc des troupes usées par les derniers combats (les 19e et 22e DI ou le 9e CA britannique, par exemple). Mais le 27 mai 1918 la troisième bataille de l’Aisne se déclenche ; le front de la 6e armée est percé en quelques heures. L'effet de surprise et le surnombre des troupes d’assaut allemandes face à des défenseurs fatigués sont deux éléments d’explication. L’obstination du général Duchêne à ne pas vouloir aménager une deuxième position et son opposition sur ce point avec le G.Q.G. de Pétain restent toutefois les facteurs déterminants de la défaite. Une fois le premier choc encaissé, Duchêne rechigne à faire replier son armée au sud de l'Aisne. Il lui semble que la crête du chemin des Dames doit être son seul et ultime rempart. En refusant le repli immédiat sur une forte ligne de résistance (manœuvre qu'exécutera le général Gouraud en Champagne, le 15 juillet suivant), c'est tout son dispositif qui est ébranlé et c'est jusqu'à la Marne qu'il est contraint de rétrograder.
Le 10 juin 1918, le général Duchêne est remplacée par le général Degoutte à la tête de la 6e armée. C’est lui qui devait la conduire lors de l’offensive victorieuse du 18 juillet.
Depuis, à cause de ses nombreuses erreurs, il n obtiendra aucun commandement.

### Après guerre

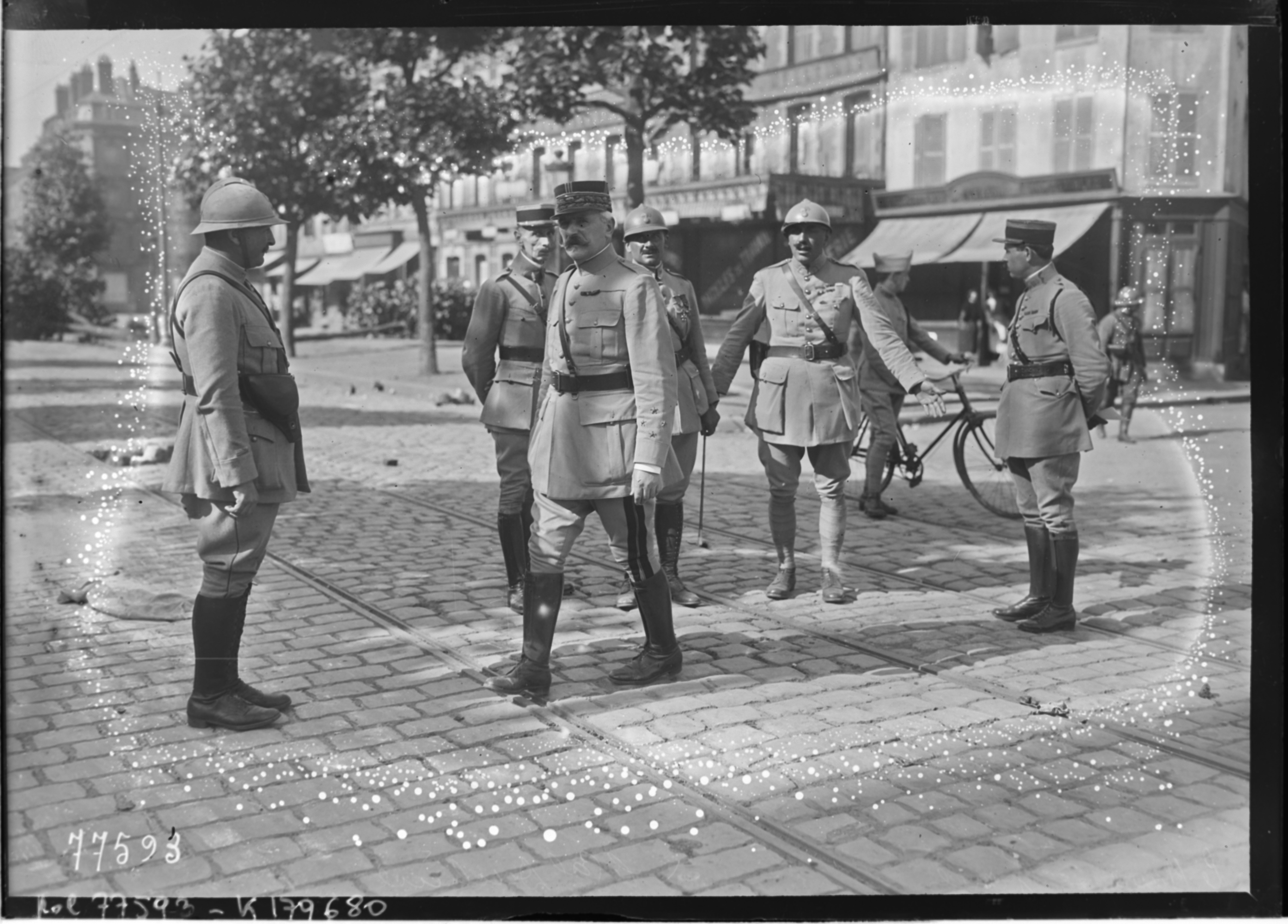
Le général Duchêne dirigeant les opérations lors des grèves au Havre le 27/8/1922.

Placé en disponibilité le 12 septembre 1918 puis soumis à une commission d'enquête sur son échec de mai, il retrouve un commandement important (la  19e DI, à Rennes) le 27 mars 1920. Le 16 juin 1920, il est élevé à la dignité de grand officier de la Légion d'honneur. Il dirige ensuite successivement les 13e et 3e corps d'armée. Il est chargé de la répression de la grève de la métallurgie au Havre en 1922 en août 1922, au côté du préfet Lallemand,.
Il est finalement placé dans la position de réserve le 23 septembre 1924. Il meurt le 9 juin 1950 à Bihorel, dans le département de la Seine-Inférieure.

## Insoumission de Duchêne et perte du Chemin des Dames
Fin 1917, le général Pétain, commandant en chef de l'armée française, donne de nouvelles instructions défensives qui prescrivent l'étalement en profondeur du réseau défensif. Il convient désormais d'éviter de défendre à tout prix une première ligne, condamnée à l'avance par les nouveaux procédés de combat ennemi (provenant du front russe), pour concentrer l'essentiel de ses forces sur une seconde ligne et, le cas échéant, sur d'autres lignes de soutien plus en arrière.
Or, ces sages prescriptions ne siéent pas au général Duchêne qui considère que leur application reviendrait à abandonner le Chemin des Dames en cas d'attaque ennemie. Faisant fi des injonctions du grand quartier général, le général Duchêne néglige l'aménagement de la position de soutien, qui ne sera jamais terminée, et ordonne de renforcer la première ligne afin d'interdire l'accès du plateau aux Allemands. Le 20 mai 1918, il prescrit une directive à ses troupes : « combattre jusqu'au bout sur la première position. Interdire à l'ennemi de prendre pied au sud de l'Ailette et au nord du plateau du Chemin des Dames ».
L'attaque allemande est lancée dans la nuit du 27 mai 1918 et marque le début de la troisième bataille de l'Aisne. À 1 heure du matin, plus de 4 000 canons et des centaines de Minenwerfer crachent un feu continu et écrasent les premières lignes de défense du Chemin des Dames ainsi que l'artillerie (les emplacements avaient été repérés par les avions d'observation allemands depuis plusieurs jours).
À 3 h 40, sous la protection d'obus fumigènes, 20 divisions d'infanterie allemandes se lancent à l'assaut.
À 4 h 30, le général Duchêne comprend la gravité de la situation. Fidèle à son choix de livrer bataille sur sa première position, il décide d'envoyer 11 bataillons en renfort.
Ces bataillons n'arriveront jamais : ils seront immédiatement happés par les bombardements et les Sturmtruppen, les troupes de choc, pendant le transfert.
Entre 5 h et 7 h, la totalité des troupes allemandes occupe le sommet des lignes de crêtes du Chemin des Dames. Une fois le Chemin des Dames franchi, les troupes d'assaut se ruent vers les pentes sud du plateau.
À 6 h, Craonnelle est prise. À 7 h, la 22e division d'infanterie du général Renouard, demande des renforts à la 157e division d'infanterie, affaiblissant ainsi la seconde ligne de défense.
À 8 h 30, le général Duchêne ordonne de se préparer à détruire les ponts sur l'Aisne. Mais il est trop tard, l'avance allemande est tellement rapide que les sapeurs n'ont pas le temps d'activer les charges explosives.
À 9 h 30, l'état-major de la VIe armée donne l'ordre de mise à feu mais les ponts et les passerelles sont déjà aux mains des Allemands. Vers 20 h, le front se situe sur la Vesle.
Le 28 mai 1918, la ligne de front passe désormais de Lœuilly à Celles sur Aisne puis longe l'Aisne jusqu'à Saint Mard, redescend ensuite brutalement vers la Vesle entre Courcelles-sur-Vesle et Magneux, remonte vers Maizy et se termine au nord de Saint-Thierry.
Les quatre erreurs du chef de la VIe armée sont les suivantes :
- défense en masse de la première ligne qui contrevient aux ordres de Pétain ;
- destruction de l'artillerie restée immobile ;
- « gaspillage » des réserves dans des contre-attaques stériles ;
- la perte des ponts sur l'Aisne.

## Caractère
Duchêne est un officier aux remarquables états de service mais s'est également fait remarquer par son caractère détestable. Il est ainsi décrit :
- « une sorte de brute mal embouchée et peu déliée » pour Abel Ferry ;
- le général Pierre des Vallières, qui commande la 151e DI constate « qu'il a l'art de se rendre partout indésirable » ;
- « Une humeur de dogue, un grondement perpétuel, un orage de rebuffades, tout de suite les gros mots à la bouche, sans raison. L'aborder devenait pour les officiers un supplice, qu'ils ne risquaient qu'à la dernière extrémité. Son chef d'état-major, obligé de subir ses sursauts de colère, le boudait pendant plusieurs jours, quand il avait vraiment dépassé les mesures. On croira difficilement de telles choses, mais il parait, qu'à la lettre, c'était incroyable[10]. »
- « Colérique, Duchêne n'hésite pas à manier l'insulte à l'encontre de ceux qui osent lui opposer la moindre contestation. Sûr de lui, il impose ses idées avec une autorité qui doit autant à son grade qu'à ses coups de gueule[11]… »

## Distinctions et honneurs

### Décorations

#### Décorations françaises
- Grand officier de la Légion d'honneur (08 novembre 1920)[12]
  -  Commandeur de la Légion d'honneur (29 décembre 1916)
  -  Officier de la Légion d'honneur (26 décembre 1914)
  -  Chevalier de la Légion d'honneur (30 décembre 1902)
- Médaille commémorative de l'expédition du Tonkin

#### Décorations étrangères
- Chevalier de l'Ordre du Dragon d'Annam ( Indochine française) (6 octobre 1889)

- Officier de l'Ordre royal du Cambodge ( Protectorat français du Cambodge), (30 mars 1898)